# Heteroatom Chemistry
Heteroatom Chemistry (abrégé en Heteroatom Chem.) est une revue scientifique à comité de lecture qui publie des articles sur la chimie des composés contenant des éléments des groupes 13 à 17 du tableau périodique des éléments.
D'après le Journal Citation Reports, le facteur d'impact de ce journal était de 1.076 en 2014. Le directeur de publication est Derek P. Gates (Université de la Colombie-Britannique, Canada).